# Piszczowce
Piszczowce (biał. Пішчоўцы, Piszczowcy; ros. Пищёвцы, Piszczowcy) – wieś na Białorusi, w obwodzie grodzieńskim, w rejonie lidzkim, w sielsowiecie Bielica.

## Historia
W XIX i w początkach XX w. folwark położony w Rosji, w guberni wileńskiej, w powiecie lidzkim.
W dwudziestoleciu międzywojennym kolonia leżąca w Polsce, w województwie nowogródzkim, w powiecie lidzkim, w gminie Bielica. W 1921 miejscowość liczyła 46 mieszkańców, zamieszkałych w 7 budynkach, w tym 35 Polaków i 11 Białorusinów. 35 mieszkańców było wyznania rzymskokatolickiego i 11 prawosławnego.
Po II wojnie światowej w granicach Związku Sowieckiego. Od 1991 w niepodległej Białorusi.